# Памфили
Памфили (итал. Pamphili или Pamphilj) — итальянское аристократическое семейство, обосновавшиеся в Риме и входившее в «чёрную знать». Влияние семьи на религиозную и политическую жизнь Рима укоренилось на рубеже 16-17 веков и дало Римской Католической церкви одного папу Иннокентия X (1644—1655) и нескольких кардиналов.

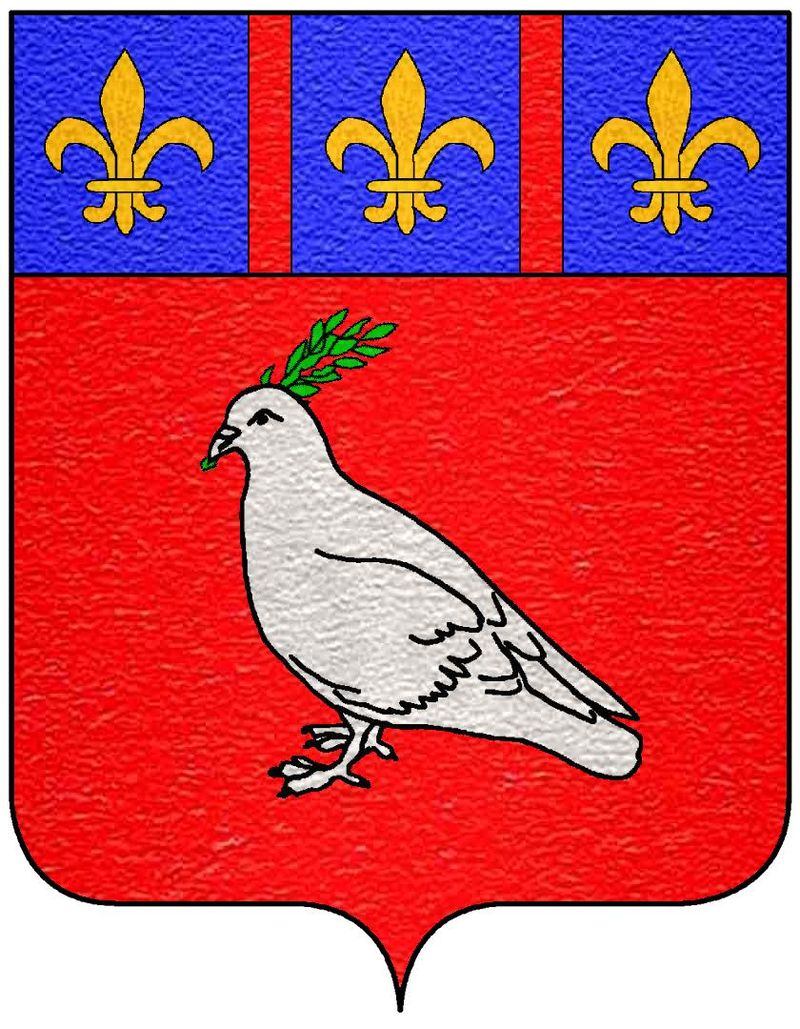
Фамильный герб

## Происхождение
Памфили ведут свой род из города Губбио в Умбрии, провинции в центральной Италии. Они были потомками Аманцио Памфили, который приехал в Италию в 9 веке как представитель Карла Великого. Фамильный герб — голубь с оливковой веткой в клюве, как утверждалось семьей, дан самим Карлом Великим.
Восхождение семейства связано с Антонио Дория Памфили, который был назначен на должность финансового Уполномоченного по папской области папой Сикстом IV Делла Ровере. Кроме того, Антонио Дориа Памфили женился на богатой Римской аристократке.
Однако основное влияние и могущество семьи утвердилось после избрания Джамбаттисты (Джованни Баттисты) Памфили папой Иннокентием X.
Иннокентий Х правил церковью совместно со своим племянником Камилло Памфили, который стал кардиналом вскоре после избрания его дяди на папский престол. Большую роль при папском дворе играла и мать Камилло — Олимпия Майдалькини, прозванная «папессой». Она участвовала в принятии важнейших вопросов политики Ватикана.
Семья Памфили используя механизм стратегического браков, а также церкви в своих попытках повысить свой социальный статус в Риме, также подтвердили свою значимость построив ряд дворцов в столице: Палаццо Дориа Памфили, в котором располагается галерея с одноименным названием, Палаццо Памфили и Вилла Дориа-Памфили. Когда в 1634 г. Камилло Памфили купил поместье Вальмонтоне в 45 км от Рима, он отстроил дворец Палаццо Дориа-Памфили и главный храм.
Дворец Дория Памфили построен по инициативе Олимпии Майдалькини в Сан-Мартино-аль-Чимино
Члены семьи имели княжеские титулы, дарованные их фамилии. Олимпия Майдалькини получила почетный титул княгини Сан-Мартино, фактически превратив небольшой анклав Сан-Мартино-аль-Чимино в княжество в своем собственном владении. После того, как Камилло Памфили оставил кардинальскую службу, чтобы жениться, ему дали титулы князя Сан-Мартино и князя Вальмонтоне.

## Известные люди
Кардиналы
- Джироламо Памфили (1604)
- Камилло Франческо Мария Памфили (1644)
- Франческо Майдалькини (1647)
- Камилло Асталли-Памфили (1650)
- Бенедетто Памфили (1681)

Князья Сан-Мартино-аль-Чимино и Вальмонтоне
- Камилло Франческо Мария (1622—1666), 1-й князь Сан-Мартино-аль-Чимино и Вальмонтоне
- Джованни Баттиста Памфили (1648—1709), II-й князь Сан-Мартино-аль-Чимино и Вальмонтоне
- Камилл Филиппо (1675—1747), III-й князь Сан-Мартино-аль-Чимино и Вальмонтоне
- Джироламо (1678—1760), IV-й князь Сан-Мартино-аль-Чимино и Вальмонтоне

Филипп Андреа Дориа Памфили (1886—1958), избран первым мэром Рима, после освобождения Италии во время второй мировой войны.